# Психиатрическая эпидемиология
Психиатрическая эпидемиология — это раздел общей эпидемиологии, в рамках которого изучаются причины (этиология) психических расстройств в обществе, а также концептуализация и распространенность психических заболеваний. В качестве факторов риска рассматриваются генетические воздействия, социальные изменения, жизненные события, а также другие факторы риска окружающей среды.

## История
Предшественниками сегодняшней психиатрической эпидемиологии считаются социологические исследования начала XX века. Одно из исследований изучало, как различаются показатели самоубийств между протестантскими и католическими странами, другое - как риск заболевания шизофренией увеличивается в районах, характеризующихся высоким уровнем социальной изоляции. Еще в одном американские исследователи, обследовав выборки населения в пяти местах США обнаружили, что около трети всех американцев в какой-то момент своей жизни испытывают психические заболевания.
На основании социологических исследований, опросов, диагностических приёмов, родительского отчета, отчета учителей и самоотчета, а также продольных исследований были созданы справочники по диагностике и лечению пациентов.
Самое первое издание нозоологической системы было выпущено в 1952 году, которое впоследствии обновлялось и корректировалось. Так, в 1968 году вышло второе издание (DSM-II), в котором описывалось 145 диагностических категорий, а в следующем (DSM-III, вышедшем в 1980 году) их количество увеличилось до 205 и была введена многоосевая система, которая предусматривала классификацию пациентов по 5 независимым параметрам (осям). В четвертом издании (DSM-IV, 1994 год) было описано 400 психических расстройств в 17 категориях. В DSM-V (опубликовано в 2013 году) многоосевая система была упразднена, а в каждой главе при описании диагностических критериев упоминаются гендерные, возрастные и культуральные аспекты.
Помимо этого выходили отдельные исследования, например, посвященные влиянию перинатальных проблем, генетических аспектов, сексуального насилия и других неблагоприятных воздействий на психологические проблемы в детстве и позднее во взрослой жизни зарубежных и российских учёных.
Обзоры по психиатрической эпидемиологии были опубликованы: в 2006 году (авторы Маурисио Тоэн, Эвелин Бромет, Джейн Мерфи, Минг Цуанг); в 2007 году (автор Рональд Кесслер), в 2012 году (авторы Сара Джул и Чарльз Немерофф.
В исследованиях детского и пожилого населения с помощью МРТ изучались паттерны активации мозга, а также развитие и целостность тактов белого вещества мозга. В частности, у пожилых людей была выявлена взаимосвязь сосудистых заболеваний головного мозга и депрессии.
Одним из важных факторов на выявляемость психических расстройств учёные выделяют психообразовательную работу, которую, в особенности, необходимо проводить в сельских районах проживания населения.

## Изучаемые воздействия

### Генетические
Одним из основных направлений психиатрической эпидемиологии является психиатрическая генетика. Сочетание семейных и молекулярных исследований используется в психиатрической эпидемиологии для выявления эффектов генетики на психическое здоровье. Первично к этим выводам учёные пришли на основании метаанализа исследований близнецов, которые показали объединенную наследуемость психических расстройств - 46%. Влияние генетики позднее было подтверждено и в крупных исследованиях ассоциаций по всему геному.

### Относящиеся к окружающей среде
Исследователи наряду с генетическими воздействиями изучают широкий спектр воздействий окружающей среды, таких как питание, урбанизация, стрессовые жизненные события (издевательства, смерти и болезни близких и др.). Отличительной особенностью воздействия окружающей среды на психиатрические проблемы является двунаправленная причинность, т.е. возможны оба направления причинности: переживание социального стресса может вызвать депрессию, или депрессия может ухудшить отношения с другими и, таким образом, вызвать социальный стресс (или даже может быть так, что оба взаимодействуют, возможно, как самоусиливающаяся петля обратной связи). Обнаружение связи между возникновением воздействия окружающей среды и расстройством может быть результатом одной или обеих ситуаций. В психиатрической эпидемиологии существует ряд стратегий для оценки направления причинности. Одна из возможностей - многократное измерение воздействия и результата. Затем исследователи могут проанализировать, насколько изменение психиатрических симптомов может быть отнесено к воздействию в предыдущий момент времени, а также можно ли предсказать изменения в воздействии по предыдущим уровням симптомов (модель с перекрестной задержкой). Такая модель была, например, применена к изучению интернализации и экстернализации психологических проблем и стрессовых жизненных событий. Как психиатрические проблемы, так и жизненные события измерялись несколько раз в течение 7, 8, 9, 10 и 12 классов. Исследователи заметили, что стрессовые жизненные события предшествуют как интернализации, так и экстернализации психологических проблем, но, по-видимому, также являются результатом переживания таких симптомов. Альтернативный подход заключается в использовании близнецовых исследований, поскольку несоответствие между монозиготными близнецами предполагает влияние окружающей среды. 

### Пренатальные
Исследования, посвященные факторам риска воздействия на раннее развитие мозга, обнаружили различия в анатомии мозга у детей матерей, употреблявших марихуану, по сравнению с контрольными субъектами, не подвергавшимися воздействию, что подчеркивает важность внутриутробных факторов риска для раннего развития мозга. Преждевременные роды также связаны с повышенным риском детской депрессии и психиатрической госпитализации в молодом возрасте. 